# Emiliano
Marco Emílio Emiliano foi o imperador romano por um breve período em 253. Originário da África, era governador da Mésia quando os godos chefiados pelo rei Cniva invadiram esta província devido à recusa de Emiliano em pagar os tributos que o imperador Treboniano Galo lhes prometera. Emiliano derrotou os godos e partiu para a contra-ofensiva, atravessando o Danúbio e invadindo o território inimigo num ataque-relâmpago.
Esta vitória inesperada restaurou o ânimo e a confiança das tropas, desmoralizadas após desastres sucessivos, e cheias de si resolvem proclamar seu comandante como imperador. Emiliano invade a Itália a fim de combater Treboniano Galo, mas este e seu filho Volusiano são assassinados  por seus próprios soldados, temerosos das forças adversárias, antes da batalha decisiva.
Entrementes, Valeriano, governador das províncias do Reno superior, parte para a Itália com um poderoso exército a fim de prestar socorro a Treboniano, e com a notícia da morte deste, seus soldados o proclamam imperador. Cientes da superioridade das forças de Valeriano, os soldados de Emiliano resolvem assassiná-lo, num estranho paralelo com o destino de seu antecessor.